# Ганс-Геннінґ Фастріх
Ганс-Геннінґ Фастріх (нім. Hanns-Henning Fastrich, 23 серпня 1963) — німецький хокеїст на траві.
Срібний призер Олімпійських Ігор 1988 року.